# Dobmokjaure
Dobmokjaure är en sjö i Sorsele kommun i Lappland och ingår i Umeälvens huvudavrinningsområde. Dobmokjaure ligger i Vindelälven Natura 2000-område.